# Correspondances (sonnet)
Pour les articles homonymes, voir Correspondance (homonymie).
Correspondances est un sonnet écrit par le poète français Charles Baudelaire.
Dans ce poème, Baudelaire explique la théorie des correspondances dans les deux quatrains, comparant la nature à un temple dont les symboles nous paraissent confus. Il met ensuite en pratique cette théorie en nous donnant divers exemples dans les deux tercets. Les vers sont des alexandrins. Dans les deux quatrains les rimes sont embrassées, dans le premier tercet les rimes sont croisées (ou alternées) et dans le deuxième elles sont suivies (ou plates)

## Texte
IV

CORRESPONDANCES

La Nature est un temple où de vivants piliers

Laissent parfois sortir de confuses paroles ;

L'homme y passe à travers des forêts de symboles

Qui l'observent avec des regards familiers.

Comme de longs échos qui de loin se confondent

Dans une ténébreuse et profonde unité,

Vaste comme la nuit et comme la clarté,

Les parfums, les couleurs et les sons se répondent.

Il est des parfums frais comme des chairs d'enfants,

Doux comme les hautbois, verts comme les prairies,

- Et d'autres, corrompus, riches et triomphants,

Ayant l'expansion des choses infinies,

Comme l'ambre, le musc, le benjoin et l'encens,

Qui chantent les transports de l'esprit et des sens.
— Charles Baudelaire, "SPLEEN ET IDÉAL" : "Les Fleurs du mal" : en 1857.